# Palazzo della Ragione (Padua)

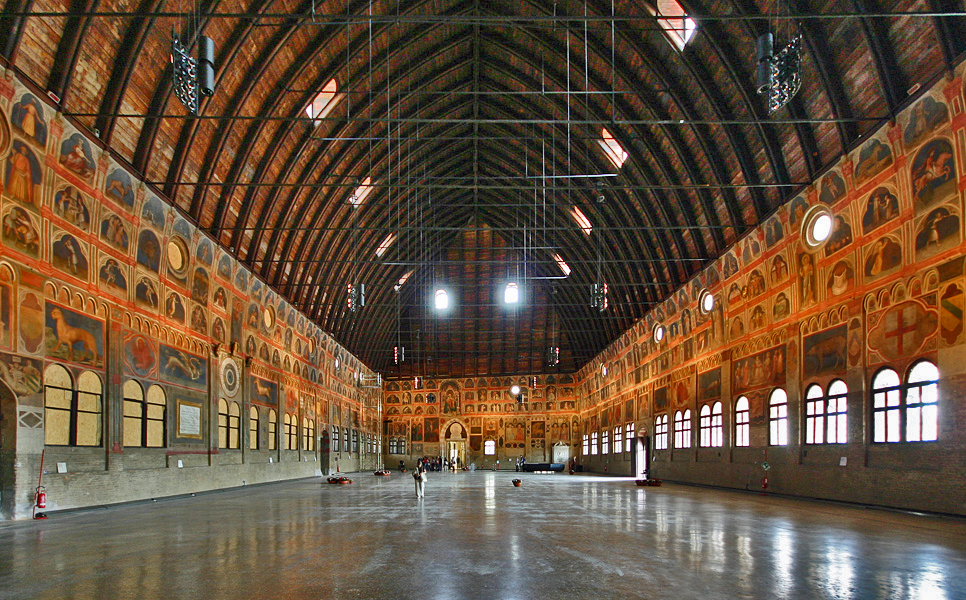
El Salone, la sala en suspensión más grande del mundo.

El Palazzo della Ragione de Padua (en español, «palacio de la Razón»), llamada a veces el Salone, es un gran edificio civil de Padua, antigua sede del gobierno y de los tribunales de la ciudad. Es un edificio del tipo de los Palazzo della Ragione, el edificio más característico de la época comunal en todas las ciudades de la región del norte de Italia.
En 2021, los frescos del palazzo fueron declarados Patrimonio de la Humanidad como parte del grupo de ocho bienes inscritos como Series de frescos del siglo XIV en Padua (ref. 1623-002).

## Historia
El Palazzo della Ragione fue construido en 1218 y luego sobreelevado en 1306 por Giovanni degli Eremitani, que le dio su cubierta característica en forma de casco de barco volcado (techo carenado). 

## Descripción
La planta superior está ocupada por la sala en suspensión más grande en el mundo, el Salone (Salón), con una longitud de 81 m, un ancho de 27 m y una altura de 27 m. El techo es una inmensa bóveda de carpintería. 
Los frescos originales, atribuidos a Giotto, fueron destruidos por el fuego en 1420. El Salón fue luego decorado con un conjunto de frescos realizados desde 1425 a 1440, que forman un ciclo grandioso sobre el tema de la astrología, según un estudio de Pietro d'Abano. 
El Salone conserva un gigantesco caballo de madera, copia del monumento renacentista de Gattamelata de Donatello, así como dos esfinges de Egipto llevadas en el siglo XIX por Giovanni Battista Belzoni. Recientemente, en un ángulo del Salone se ha expuesto un péndulo de Foucault, subrayando la importancia que Padua ha otorgado siempre a los descubrimientos científicos. 

## El palazzo della Ragione hoy
El palacio separa las dos grandes plazas para las hierbas y las frutas (Piazza delle Erbe, Piazza dei Frutti), donde se reunían y reúnen los comerciantes de la región. Bajo el Salone se construyeron dos inmensas galerías comerciales paralelas que acogen principalmente tiendas de alimentación. Por último, el Palazzo della Ragione no ha olvidado su función de antaño, ya que está conectado físicamente, al este, con el actual Ayuntamiento. 

## Imágenes

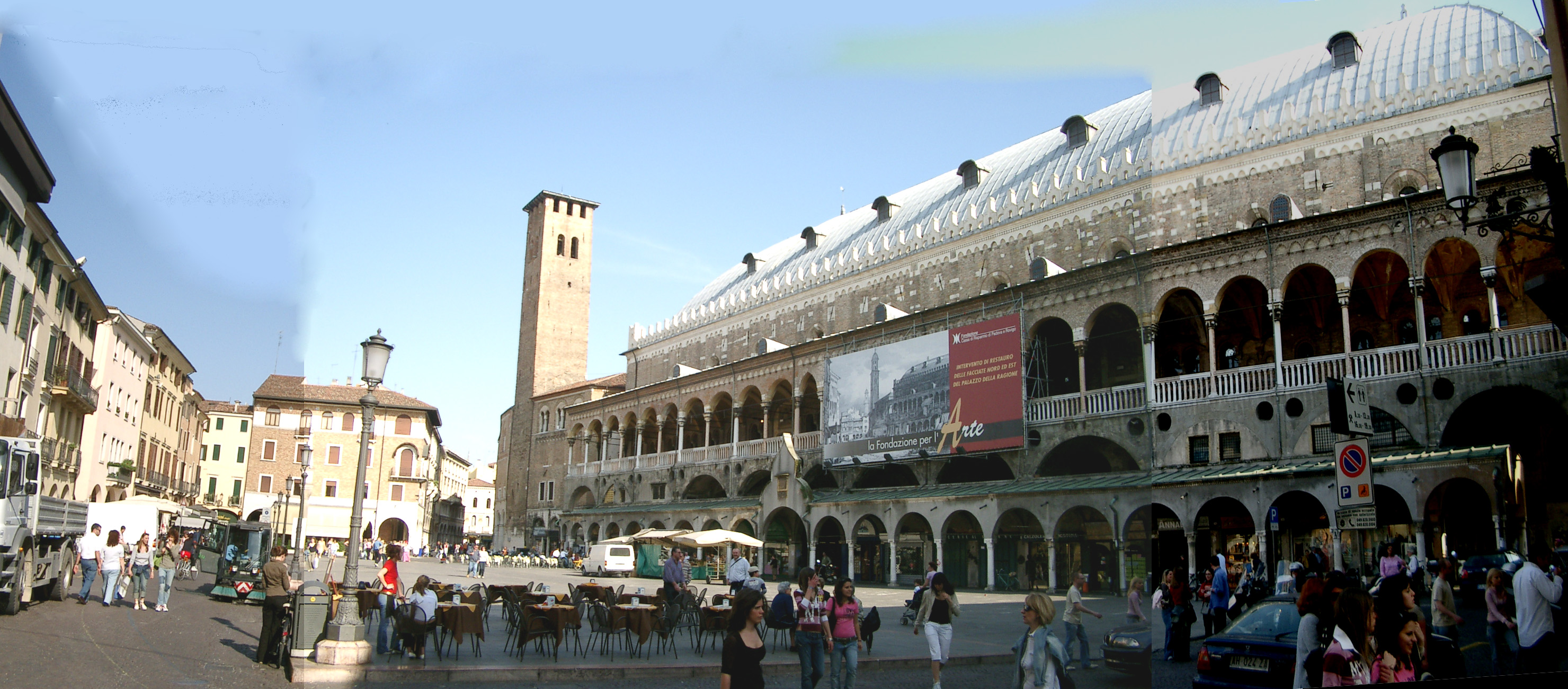
El Palazzo della Ragione, visto desde la Piazza dei Frutti.
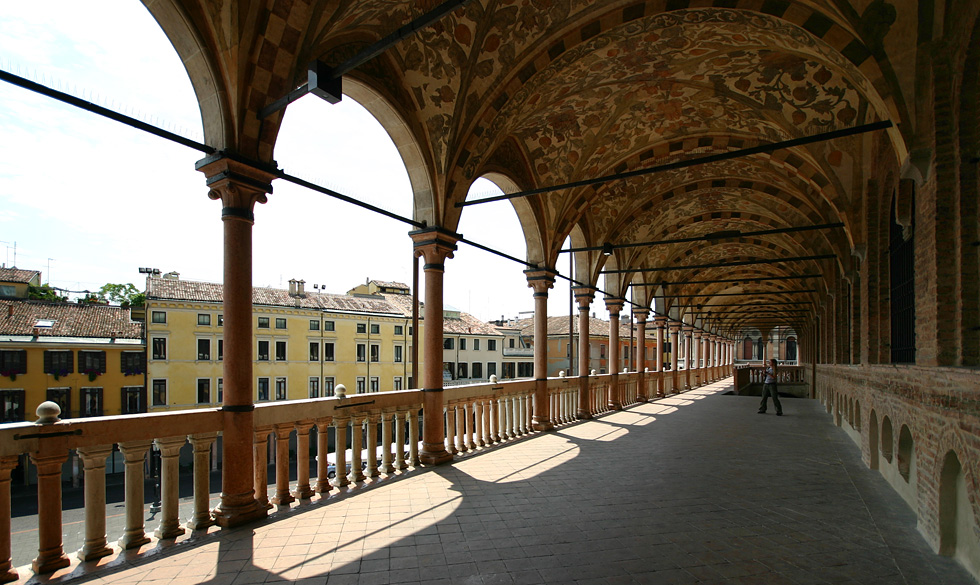
Bajo los soportales
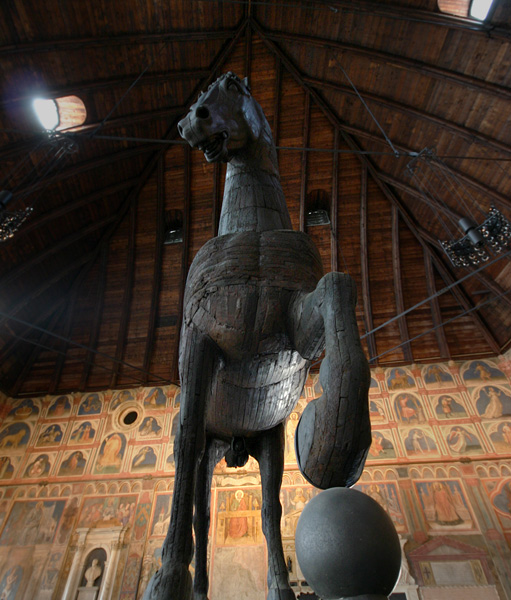
El caballo de madera
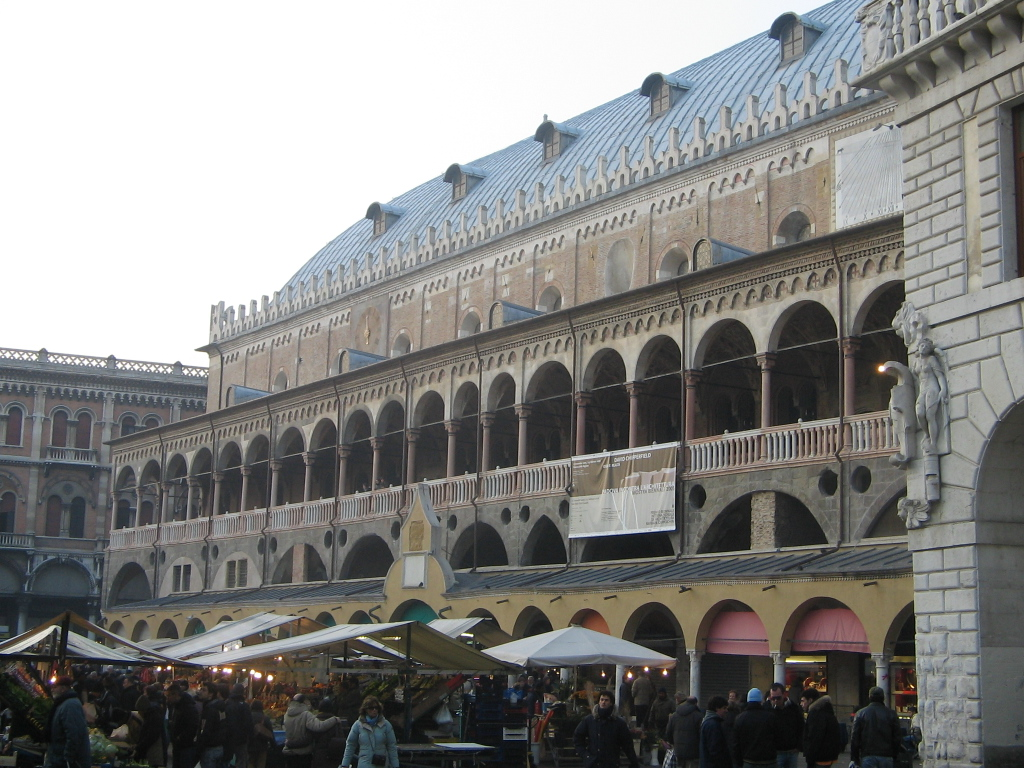
El Palazzo della Ragione, visto desde la Piazza delle Erbe.

- Wikimedia Commons alberga una categoría multimedia sobre Palazzo della Ragione.